# Thagria thailandensis
Thagria thailandensis är en insektsart som beskrevs av Nielson 1980. Thagria thailandensis ingår i släktet Thagria och familjen dvärgstritar. Inga underarter finns listade i Catalogue of Life.